# Distretto di Yeşilyurt (Malatya)
Il distretto di Yeşilyurt (in turco Yeşilyurt ilçesi) è uno dei distretti della provincia di Malatya, in Turchia.